# Úzkorozchodná dráha

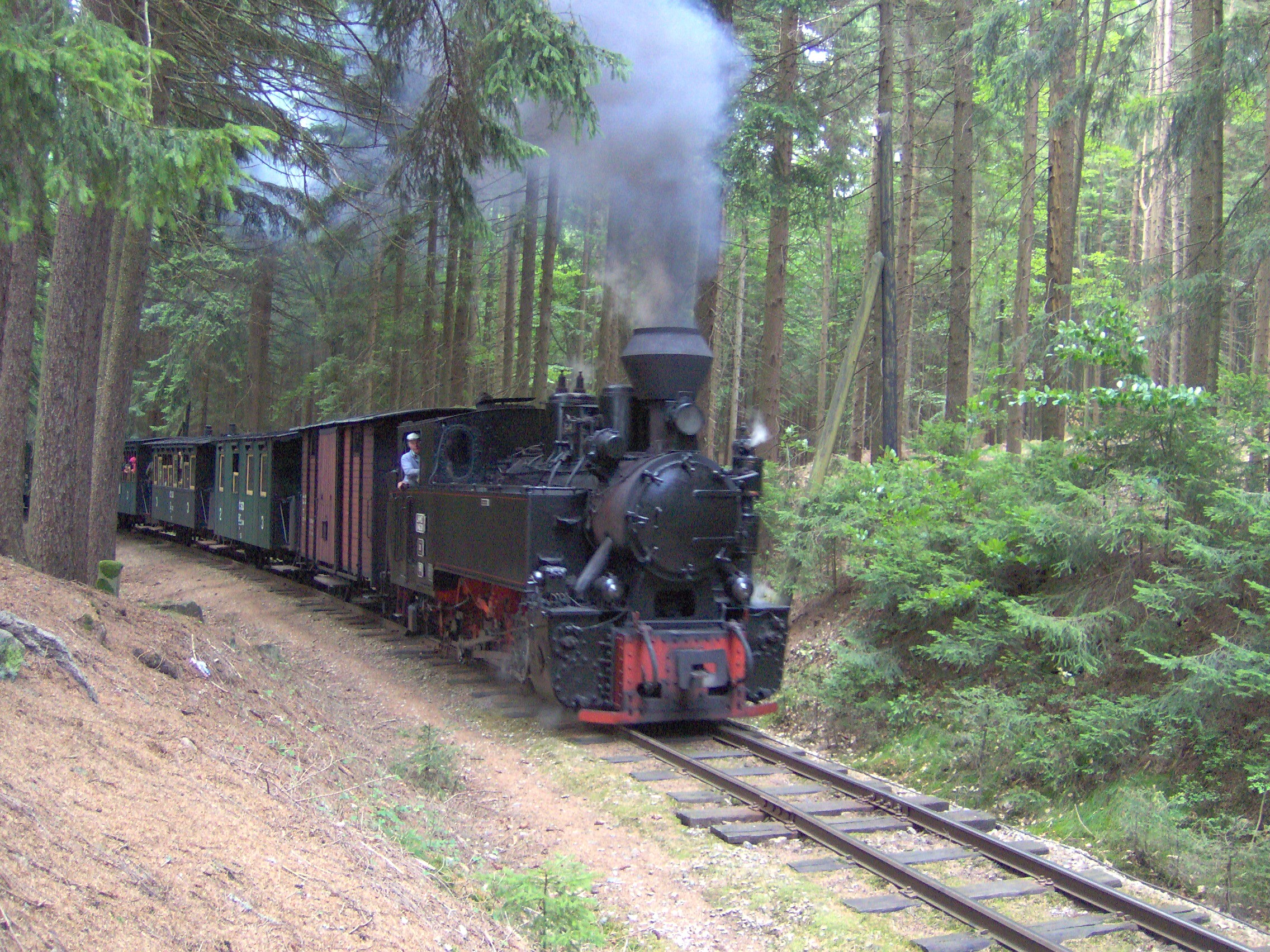
Vlak Jindřichohradeckých místních drah v čele s parní lokomotivou U 46.001, Kaproun, okres Jindřichův Hradec

Úzkorozchodná dráha neboli úzkokolejná dráha (zkráceně úzkokolejka) je železniční, tramvajová nebo jiná (průmyslová, důlní, pozemní lanová) kolejová dráha s rozchodem menším než normálním (1435 mm).
Úzkorozchodné dráhy byly na konci 19. století a na počátku 20. století budovány všude tam, kde bylo třeba větší množství těžkých nákladů přepravovat, ale stavba železnice s normálním rozchodem by byla příliš nákladná; typicky např. ve velmi hornatých oblastech. Jako úzkokolejné byly budovány také tramvajové dráhy mnoha měst, například v Sudetech.
Úzkorozchodné dráhy fungují také v areálech několika průmyslových závodů a dolů.

## Vztah k pojmu „malodráha“
Neodborně je někdy za synonymum úzkorozchodné dráhy považován také termín malodráha. Malodráha (Kleinbahn) byl v některých zemích (Prusko, Meklenbursko, Oldenbursko, Bádensko) a v některých obdobích termín pro kategorii méně významných kolejových drah, na které se vztahovaly méně přísné technické požadavky a jiný vlastnický a správní režim, například větší podíl soukromého sektoru a správní příslušnost obcí nebo regionálních orgánů. Jednou z možných, avšak nikoliv nutně realizovaných úlev byl jiný rozchod koleje – menší rozchod umožňuje vést trať ostřejšími oblouky. V jiných zemích v podobných významech se používaly termíny drobná dráha, lokální dráha (česky též místní dráha, Rakousko, Bavorsko, Bádensko), v některých zemích vicinální dráha (regionální dráha, Bavorsko), či sekundární dráha (Sasko), dnes v německojazyčných zemích vedlejší dráha (Nebenbahn), v Česku regionální dráha.
Legislativa jednotlivých zemí a období se liší tím, zda do společné kategorie s méně významnými drahami železniční sítě zahrnuje též tramvajové dráhy, pozemní lanové dráhy, ozubnicové dráhy, důlní a průmyslové dráhy atd. (jako například ve Švýcarsku) nebo zda vyčleňuje do jiných technicko-právních režimů.

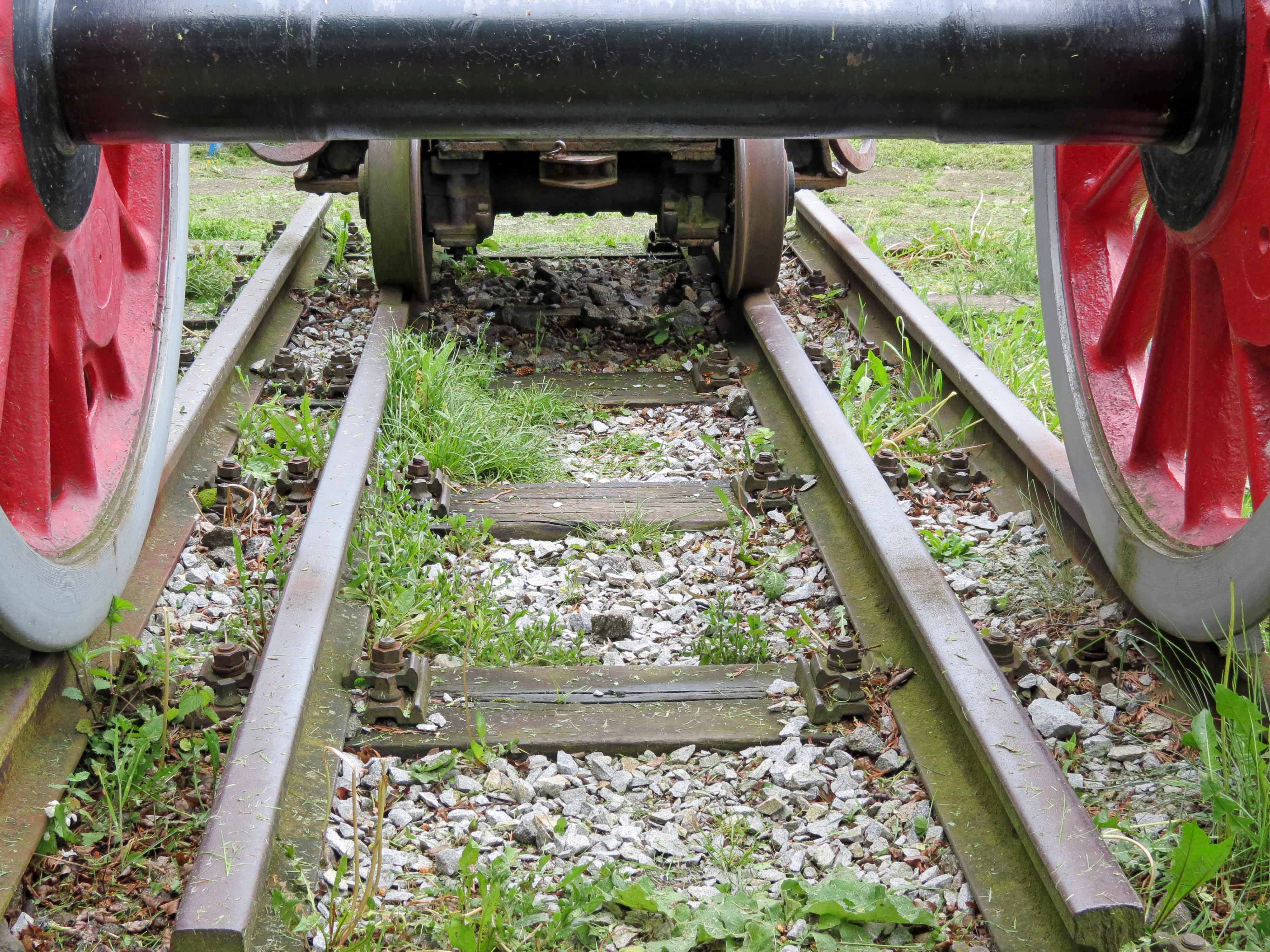
Rozdíl mezi úzkorozchodnou dráhou a běžnou železniční tratí.

## Historie
Rozvoj výstavby úzkorozchodných drážek v Česku souvisí zejména s rozvojem průmyslu v druhé polovině 19. století a s větší potřebou přepravovat materiál či surovinu při zvýšené výrobě i poptávce. Rovněž tak bylo významným faktorem přijetí železnice jakožto dopravního činitele obecně mezi lidmi. Úzkorozchodné drážky (čili drážky železniční o rozchodu menším než normálně budované tratě) byly stavěny o rozchodech 500–1000 mm. Ty nejmenší v důlních dílech (rudné a kamenouhelné doly), o rozchodu 600–700 mm v průmyslových podnicích (hutě, železárny, lomy) a nebo v zemědělství, kde sloužily sezónně k přepravě plodin, nejčastěji v oblastech s pěstovanou cukrovou řepou z polí do cukrovaru. Mimoto byly četné drážky lesní určené ke svozu dřeva, mnohé z nich pouze sezonní nebo kalamitní, nemívaly dlouhého trvání.
Dalším využitím úzkorozchodných tratí byly velké stavby, ať už stavby železnice normálně rozchodné, regulace koryt řek nebo stavba dálnice, stavby přehrad (při stavbě přehrad na Vltavě se užívaly úzkorozchodné železnice ještě v 50. letech 20. století). Prostě tam, kde byla potřeba přepravy velkého množství materiálu, našly úzkorozchodné železnice uplatnění. Některé z nich slouží dodnes, naprostá většina jich však zanikla v době poválečného rozvoje nákladních automobilů. Přežily pouze v místech, kde se automobilová doprava provádět nedala, třeba právě v hutích, v místech těžby rašeliny nebo v chemických závodech.
Rozvoj těžby hnědého uhlí v sokolovské a mostecké oblasti byl rovněž provázen budováním jak skrývkových, tak těžebních úzkorozchodných tratí již za Rakouska-Uherska s rozvojem před druhou a po druhé světové válce. Postupně došlo v této oblasti ke sjednocení rozchodu na 900 mm, tratě zde byly i v sedmdesátých letech elektrifikovány. První drážky využívaly pro pohon vozíků nebo vagonů lidské práce nebo práce zvířat, později, zvláště po roce 1900, došlo k využití parních lokomotiv a vznikaly i firmy specializující se na výrobu a prodej materiálu a vozů i lokomotiv pro úzkorozchodné tratě. Rovněž armáda ještě za Rakouska-Uherska pochopila význam polních drážek při přepravě a při vzniku mnohých úzkokolejek pocházel materiál na jejich stavbu z vojenského výprodeje nebo se užívaly kolejnice získané z tratí normálního rozchodu při jejich opravách a zesilování traťového svršku.
Do přepravy osob úzkorozchodné dráhy až na výjimky příliš nezasahovaly. Výjimku tvořily dodnes provozované tratě v Jindřichově Hradci a Osoblaze, nebo již zrušené tratě Bohumín – Ostrava (od 60. let mimo provoz), Beroun – Králův Dvůr a Smečno – Slaný (většinou rozchod 760 mm, což byl nejběžnější úzký rozchod v tehdejším Rakousku-Uhersku). V naprosté většině sloužily tyto dráhy k přepravě materiálu. Výhodou úzkorozchodných tratí byly jednak jejich podstatně menší stavební náklady a možnost stavby v členitém terénu, kde by stavba železnice o normálním rozchodu (1435 mm) byla velmi obtížná a nákladná. Tak také vznikly i mnohé lesní železnice zvláště na Slovensku, Rumunsku a Bosně určené i pro přepravu osob, sloužící v běžném provozu téměř dodnes.
Lesní dráhy mají důležité místo v historii i na Moravě. Třeba Jeseníky byly protkány lesními drahami, např. Branná – Františkov – Nové Losiny. Dalšími tratěmi byly: Bedřichov – Ferdinandov, Kouty nad Desnou – Černá Stráň a mnohé další.

## Úzkorozchodné dráhy v Česku
V České republice je v současnosti [kdy?] provozována pravidelná veřejná osobní doprava na dvou úzkorozchodných tratích o rozchodu 760 mm.
V jižních Čechách je to trať číslo 228 Obrataň – Jindřichův Hradec a na ni navazující trať 229 Jindřichův Hradec – Nová Bystřice. Tratě původně patřily Českým drahám, které je chtěly pro neziskovost uzavřít, nakonec je ale jako první privatizované tratě zakoupila společnost Jindřichohradecké místní dráhy, která v roce 1997 obnovila pravidelnou dopravu. Od října 2022 je společnost v insolvenci. Veškerá traťová doprava byla zrušena do 11. srpna, kdy se vlaky znovu rozjely. Ovšem pouze na čtyřkilometrovém úseku Nová Bystřice - Hůrky.[zdroj?] Ve Slezsku provozují České dráhy dopravu na úzkorozchodné trati 298 Třemešná ve Slezsku – Osoblaha, výletní vlaky provozují Slezské zemské dráhy. Provoz na trati Ondrášov – Dvorce na Moravě byl ukončen v roce 1933 a na trati Frýdlant v Čechách – Heřmanice v roce 1976. Saská úzkorozchodná trať Fichtelbergbahn ve své horní části několik kilometrů prakticky kopíruje státní hranici s ČR.
Úzký rozchod se dále nachází na městské tramvajové trati v Liberci v úseku Lidové sady – vozovna, není však pro běžný provoz již využíván. Je zde vedena tříkolejnicová splítková trať s dvojím rozchodem – původním úzkým 1000 mm a novějším normálním.
Osobní doprava je v ČR také příležitostně či sezónně provozována na několika bývalých průmyslových tratích s úzkým rozchodem. Muzejní provoz probíhá například v muzeu Solvayových lomů u Svatého Jana pod Skalou či na Mladějovské úzkorozchodné železnici.
Zvláštním případem úzkorozchodných drah jsou zahradní dráhy, budované fanoušky železnice na vlastních pozemcích.

## Úzkorozchodné dráhy na Slovensku
Na Slovensku bylo postaveno přibližně 100 úzkorozchodných železnic, mnohé sloužily jen velmi krátce, případně dosahovaly délky jen několika stovek metrů.
Mezi nejznámější patří:
- Košická dětská železnice (známá i jako Čermelská železnice)
- Čiernohronská železnica (Chvatimech – Čierny Balog)
- Šuranská cukrovarská železnice
- Tramvajová síť v Bratislavě
- Historická lesná úvraťová železnica
- Tatranské elektrické železnice (Poprad – Starý Smokovec – Tatranská Lomnica, Starý Smokovec – Štrbské Pleso a ozubnicová železnica Štrbské Pleso – Štrba)
- Trenčianska elektrická železnica (Trenčianska Teplá – Trenčianske Teplice)
- Ružomberok – Korytnica-kúpele (zrušená)
- Průmyslové a lesní úzkorozchodné tratě v okolí Smolenic (zrušené)
- Nitrianska poľná železnica

## Příklady ve světě
- Bieszczadská lesní železnice (750 mm) v oblasti Poloniny v Polsku u hranic se Slovenskem a Ukrajinou
- Bordžomi – Bakuriani (900 mm) v gruzínském regionu Samcche-Džavachetie v oblasti Malého Kavkazu
- Böda Skogsjärnväg (600 mm), lesní železnice v přírodní rezervaci Trollskogen ve Švédsku
- Cerdagne (1000 mm) v údolí řeky Têt v historickém území Cerdagne v departementu Pyrénées-Orientales ve Francii
- Dampfbahn Furka-Bergstrecke (1000 mm), horská železnice přes průsmyk Furka ve Švýcarsku
- Diakopto – Kalavryta (750 mm), ozubnicová úzkorozchodná trať na severu poloostrova Peloponés v Řecku
- Gyermekvasút („Dětská železnice“, 760 mm), 11 km dlouhá železnice obsluhovaná dětmi, na Széchényiho hoře v západní části maďarského hlavního města Budapešti
- Kyjevská dětská železnice (750 mm) dlouhá 2,5 km v Syreckém parku ve střední části Kyjeva, hlavním městě Ukrajiny
- Lesní železnice Viseu (760 mm), v pohoří Maramureš v severním Rumunsku v blízkosti ukrajinských hranic
- Lesní železniční dráha (600 mm) v Bad Muskau v zemském okrese Zhořelec v Sasku v Německu
- Ligne du jardin d'acclimatation (500 mm) v Paříži v Boulogneském lesíku
- Murtalbahn (760 mm), 65 km dlouhá železnice údolím řeky Mury v rakouské spolkové zemi Štýrsku
- Rhétská dráha (1000 mm), síť 384 km dráhy metrového rozchodu v kantonu Graubünden ve Švýcarsku. Tratě v oblasti Albula a Bernina jsou součástí světového kulturního dědictví UNESCO.
- Rokuan rautatie (Lastenmaan rautatie) (900 mm) na území obce Utajärvi v oblasti Rokua ve Finsku